# Distrito comercial
Um distrito comercial ou zona comercial é qualquer parte de uma cidade em que o principal uso do solo são atividades comerciais (lojas, escritórios, teatros, restaurantes e assim por diante),ãuo a um bairro residencial, uma zona industrial ou outros tipos de bairros. Em algumas cidades, as autoridades usam leis de planejamento ou zoneamento para definir os limites dos distritos comerciais.
Esses distritos são geralmente compostos de grandes edifícios de escritórios e caracterizados por fluxos pendulares. Também consomem muita energia (Ar condicionado - aquecimento , iluminação , servidores e computadores).

## Características e elementos definidores
Os seguintes recursos são típicos (mas nem sempre presentes) da maioria dos distritos comerciais ou centros de cidades:
- grandes edifícios públicos, como bibliotecas, igrejas, estações de trem e prefeituras;
- lojas de departamentos / shopping centers;
- serviços sociais, como cinemas e teatros;
- grandes hotéis;
- escritórios, sedes, instalações comerciais;
- edifícios altos, arranha-céus;
- centro geográfico da cidade, especialmente nos Estados Unidos;
- infraestrutura de transporte público, com grande número de passageiros;
- alta densidade de tráfego.Na França, um projecto de norma AFNOR P 14-010-1 ( 1 st de uma série de três padrões) sobre "Gestão Sustentável dos distritos de negócios" , sujeitas a inquérito público paraMaio de 2012 para Julho de 2012para todos os atores envolvidos, desenvolvedores, autoridades locais, investidores, construtores, promotores, doadores e empresas; contém princípios de gestão de distrito comercial e elementos metodológicos para implementá-los, avaliá-los e melhorá-los.

Em 2012, a AFNOR propõe manter os seguintes elementos como critérios de definição:
- participação de edifícios de escritórios (em área) superior a 50% de todo o ambiente construído;
- pegada de edifícios de escritórios superior a 50% da área do distrito; e superior a 200.000 m² (em Área Bruta );
- “Presença ou programação de equipamentos ou serviços empresariais que contribuam para a tomada de decisão, inovação ou intercâmbio de funções tais como: hotelaria e catering de negócios, centros de negócios afiliados a uma rede, reuniões ou congressos, edifícios temáticos que reúnem uma gama de serviços, altíssima velocidade redes de informação e comunicação ”  ;
- proporção de empregados superior à de outras categorias de partes interessadas ( "como residentes, visitantes ou compradores, que frequentam o Distrito Empresarial" ).

## Distritos comerciais importantes

### Alemanha
Na Alemanha , os termos Innenstadt  e Stadtmitte podem ser usados para descrever o distrito comercial central. Esses dois termos significam "cidade interna" e "centro da cidade". Algumas das cidades maiores têm vários distritos comerciais, como Berlim, onde há três.
Devido à história da divisão de Berlim durante a Guerra Fria, a cidade contém um distrito comercial central no oeste (Kurfürstendamm) e no leste (Alexanderplatz), bem como um centro de negócios recém-construído perto da Potsdamer Platz . Perto da localização do Palácio do Reichstag , bem como do Portão de Brandemburgo e a maioria dos ministérios federais foram abandonados quando o Muro de Berlim dividiu a cidade. Só depois da reunificação com a construção de inúmeros centros comerciais, ministérios, embaixadas, edifícios de escritórios e locais de entretenimento é que a região reviveu.
Em Frankfurt am Main , existe um distrito comercial no centro geográfico da cidade, denominado Bankenviertel (distrito comercial de Frankfurt).

### Austrália
- Sydney Business Centre (Sydney)
- Downtown Melbourne (Melbourne)
- Centro de negócios de Brisbane (Brisbane)

### Brasil
- Centro para São Paulo
- Avenida Paulista (São Paulo)
- Vila Olímpia (São Paulo )
- Brooklin Novo (São Paulo)
- Alphaville (Barueri , São Paulo)
- Boa Viagem (Recife)
- Boa Vista (Recife)
- Centro do rio de janeiro
- Eixo Monumental de Brasília